# Eudocie Baïana
Pour les articles homonymes, voir Eudoxie et Eudocie.
Eudocie Baïana ou Vaïani/Vayanis (en grec : Ευδοκία Βαϊανή ; décédée le 12 avril 901) était une impératrice byzantine consort. Elle était la troisième femme de l'empereur Léon VI le Sage.

## Biographie
Dans la lignée des chroniques de Théophane le Confesseur, d'autres auteurs ont continué à écrire des chroniques durant le règne de Constantin VII. Un certain nombre de ces travaux, qui ont été consolidés dans les chroniques Théophane Continué, nous apportent un certain nombre de détails au sujet d'Eudocie Baïana.
D'après ces différentes chroniques, Eudocie viendrait de la région (thème byzantin) d'Opsician. Le thème d'Opsician était à l'origine composé de la Bithynie et de la Paphlagonie, une région qui s'étend d'Abydos sur le détroit des Dardanelles à Sinope, sur la Mer Noire et sur l'intérieur des terres à Ancyre. Aujourd'hui, les terres qui appartenaient autrefois à ce thème constituent la majeure partie du quart nord-ouest de la Turquie asiatique.
Au Printemps 900, Léon VI épouse Eudocie, ses deux précédentes épouses étant mortes. Le recueil De Ceremoniis écrit par Constantin VII indique que Léon VI a eu trois filles de ses mariages précédents, mais pas de fils. Par son mariage avec Eudocie, Léon souhaitait assurer sa succession. L'historien byzantiniste George Alexandrovič Ostrogorsky indique néanmoins que ce troisième mariage était techniquement illégal en vertu du droit Byzantin et contraire aux pratiques de l'Église orthodoxe orientale à l'époque. Pour pouvoir se marier, Léon VI dut demander l'autorisation au patriarche œcuménique Antoine II de Constantinople.
Un an plus tard, Eudocie meurt en couches. Les chroniques Théophane Continué laissent à penser que l'enfant serait mort-né. Cependant, le recueil De Ceremoniis, qui dresse la liste des enfants de Léon VI, mentionne un fils, nommé Basile, ce qui pourrait indiquer que le fils d'Eudocie aurait survécu. De Ceremoniis indique également que la sépulture d'Eudocie se trouve dans l'Église des Saints-Apôtres à Constantinople.

## Sources
- (en) Cet article est partiellement ou en totalité issu de l’article de Wikipédia en anglais intitulé « Eudokia Baïana » (voir la liste des auteurs).
- Théophane Continué, Chroniques.
- Constantin VII, De Ceremoniis.